# Dahlia Duhaney
Dahlia Duhaney, född den 20 juli 1970, är en jamaicansk före detta friidrottare som tävlade i kortdistanslöpning.
Duhaneys främsta meriter är hennes medverkan i jamaicanska stafettlag på 4 x 100 meter. Vid VM 1991 i Tokyo blev hon tillsammans med Juliet Cuthbert, Beverly McDonald och Merlene Ottey världsmästare och vid VM 1995 blev hon silvermedaljör.
Individuellt är hennes främsta merit guldmedaljen på 100 meter och silvret på 200 meter vid Universiaden 1993.

## Personliga rekord
- 100 meter - 11,50 från 1993
- 200 meter - 22,97 från 1993